# 265 Batalion WOP
265 Batalion Wojsk Ochrony Pogranicza – zlikwidowany samodzielny pododdział Wojsk Ochrony Pogranicza pełniący służbę na granicy polsko-czechosłowackiej.

## Formowanie i zmiany organizacyjne
W 1952, w związku z rozformowaniem 1 Brygady WOP w Krośnie n/Wisłokiem, odcinek i pododdziały przejęła 26 Brygada WOP w Przemyślu. W miejscu postoju rozformowanej brygady sformowano 265 Batalion WOP Krosno JW 1811, któremu podporządkowano 7 strażnic.
W 1956 rozformowano batalion.

## Struktura organizacyjna
W 1954 batalionowi podlegały:
- 174 strażnica WOP Jasiel
- 175 strażnica WOP Lipowiec
- 176 strażnica WOP Barwinek
- 177 strażnica WOP Huta Polańska
- 178 strażnica WOP Ożenna
- 179 strażnica WOP Konieczna
- 180 strażnica WOP Wysowa.